# Garnatxa tintera
La garnatxa tintera o garnatxa tintorera (en francès: alicante bouschet), és una varietat de cep negra que produeix un raïm menut i de gra mitjà, esfèric i color negre intens. La garnatxa tintera rep el nom per la gran quantitat de color que aporta al vi, perquè, a més de la pell, la polpa també és negra. El vi té molt de cos i un color cirera fosc intens. Normalment se'l fa servir junt amb altres varietats pel seu poder colorant.
Avui dia aquesta varietat es troba sobretot a l'estat espanyol, a on n'hi ha unes 20.000 hectàrees distribuïdes entre Castella la Manxa i Galícia. També se'n troba a Portugal, a on es fa el vi Mouchao de la DOP Alentejo. En canvi, tot i la seva popularitat a França el segle passat, el 2011 només en quedaven unes 3.700 ha, concentrades al Llenguadoc i al Rosselló.

## Història
El nom d'aquesta varietat provoca confusions, especialment amb el nostre monestrell. En realitat és el sinònim en català i castellà de la varietat alicante bouschet, creada per Louis i Henri Bouschet entre 1865 i 1885 creuant la garnatxa negra (coneguda a França com a alicante) amb la petit bouschet. A França tingué un gran rol al pas del segle xix al segle xx en ser la única varietat negra considerada vitis vinifera que tenia la polpa i no només la pell negra.